# 金田幸三
金田 幸三（かねだ こうぞう、1928年（昭和3年）6月10日 - 2017年（平成29年）6月15日）は、日本の実業家。位階は従四位。
元ニチレイ社長・会長。後に、学校法人和洋学園理事長。現在の福島県白河市出身。

## 略歴
- 1945年（昭和20年） - 福島県立白河中学校卒業。
- 1952年（昭和27年） - 東京大学農学部農業経済科を卒業、日本冷蔵（現・ニチレイ）へ入社。高松支社長、総合企画室長などを歴任する。
- 1975年（昭和50年） - 同社代表取締役に就任。
- 1977年（昭和52年） - 同社代表取締役常務に就任。
- 1981年（昭和56年） - 同社代表取締役専務に就任。
- 1983年（昭和58年） - 同社代表取締役社長に就任。
- 1985年（昭和60年） - 創業40周年を機に、社名をニチレイに変更する。
- 1993年（平成5年） - 同社代表取締役会長に就任。
- 2006年（平成18年） - 学校法人和洋学園理事長に就任。
- 2017年（平成29年）6月15日 - 脳梗塞のために死去[1]。89歳没。

## その他の役職
- 日本冷凍食品協会会長
- 日本冷蔵倉庫協会会長
- 食品産業センター会長
- 昭和炭酸取締役
- 経済同友会幹事
- 自然環境保全審議会委員
- 国民生活安定審議会委員。

## 受章・受賞
- 1989年（平成元年） - 藍綬褒章受章[2]。
- 1996年（平成08年） - ノルウェー王国功労勲章（英語版）受章[3]。
- 2001年（平成13年） - 勲二等瑞宝章受章[4][5]。
- 2017年（平成29年） - 従四位（没後叙位）[6]。

## 参考
- 交詢社 第69版 『日本紳士録』 1986年